# From All of Us to All of You
From All of Us to All of You este un film de animație din 1958, produs de către The Walt Disney Company.